# Aeroportul Teniente Amin Ayub Gonzalez
Aeroportul Teniente Amin Ayub Gonzalez (IATA: ENO, ICAO: SGEN) este un aeroport din Encarnación, Itapúa⁠(d), Paraguay ce deservește zona Itapúa⁠(d).
Situat la o altitudine de 201 m, aeroportul dispune de o singură pistă.